# Lijst van personen overleden in november 2014
Dit is een lijst van bekende personen die zijn overleden in november 2014.

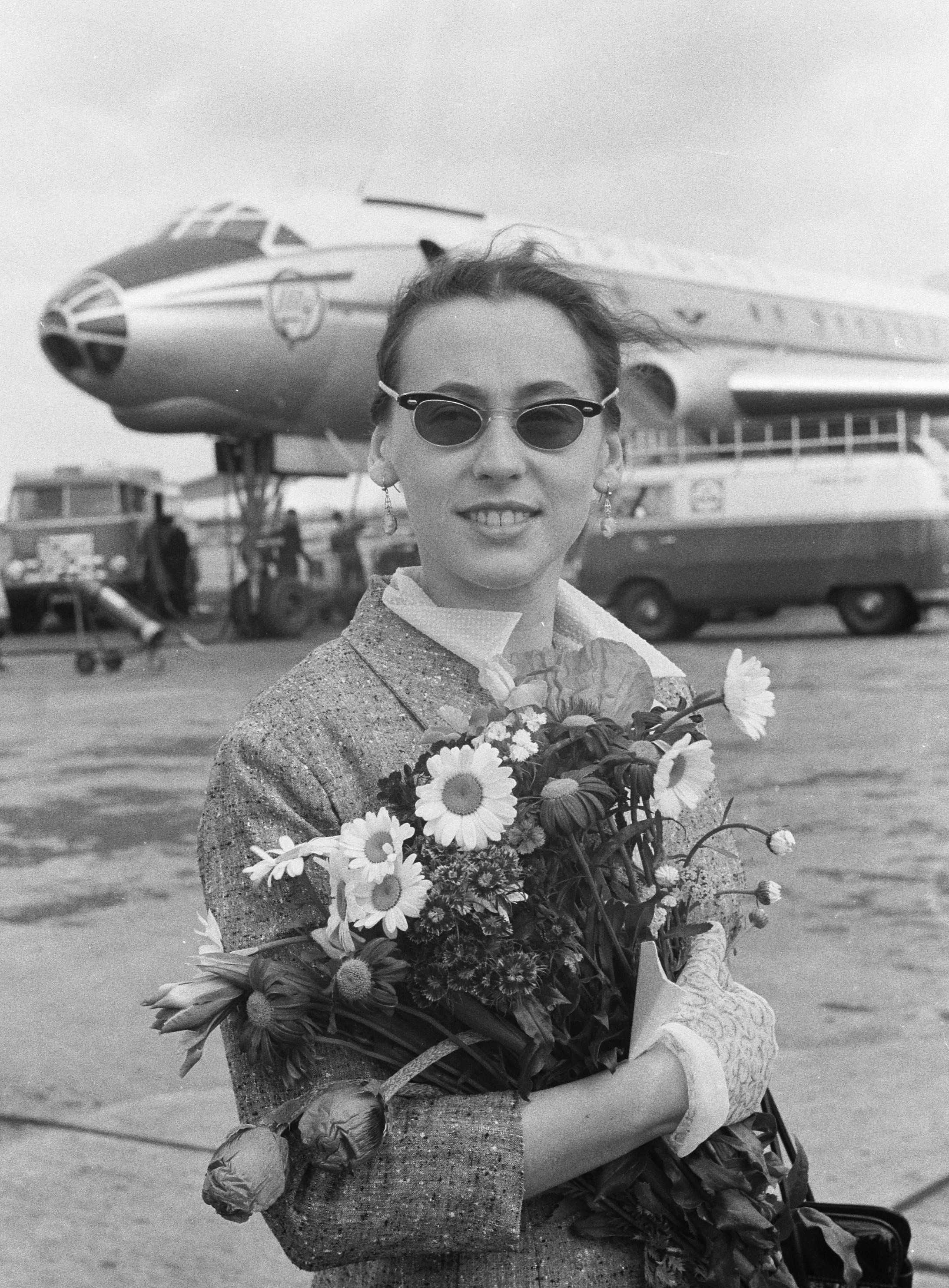
Nina Timofejeva
3 november

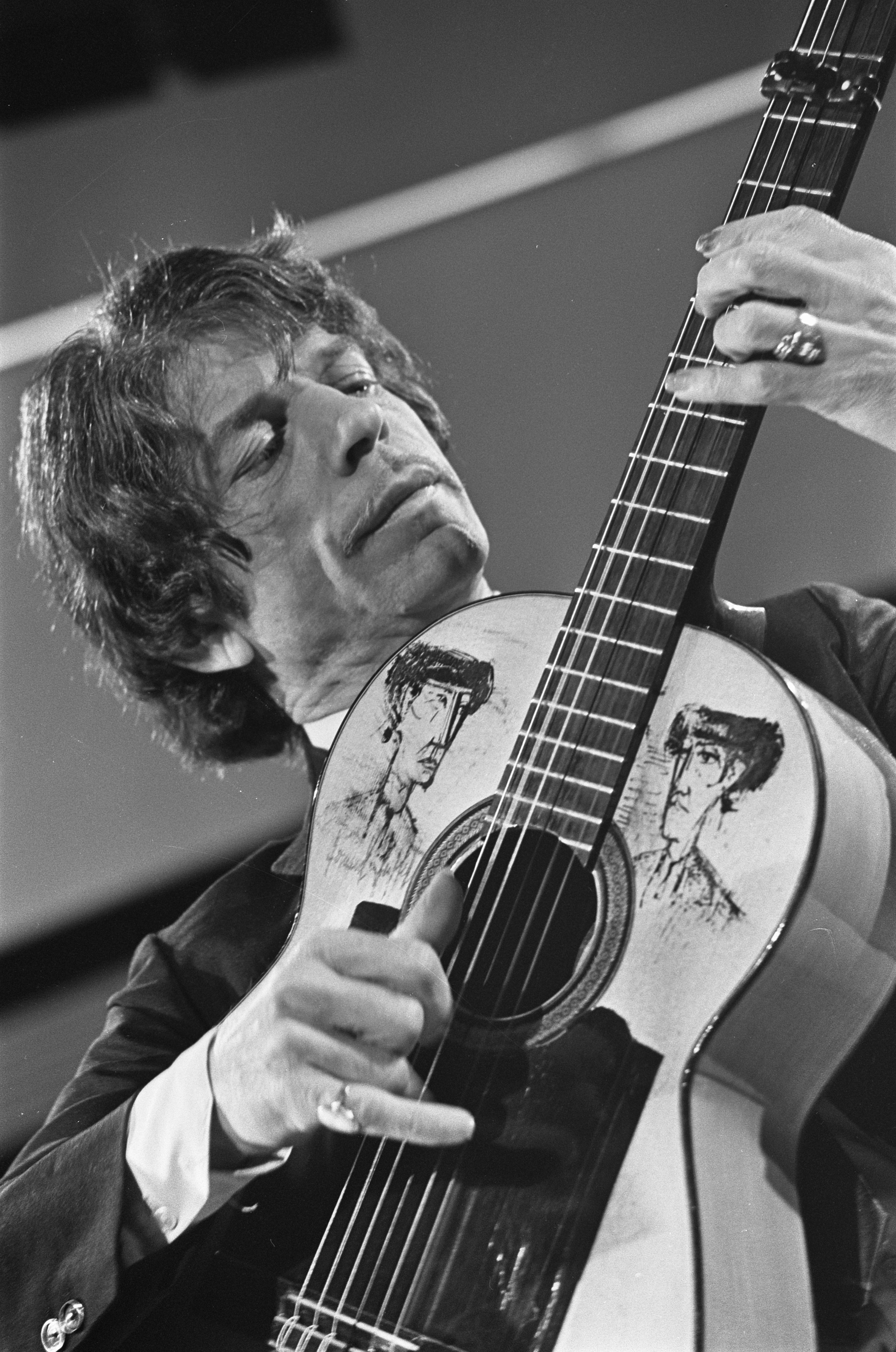
Manitas de Plata
6 november

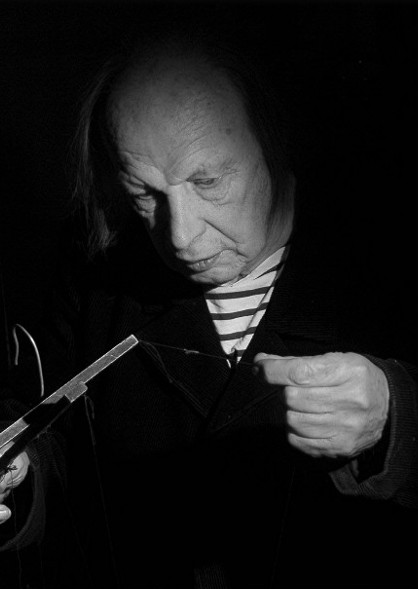
Feike Boschma
13 november

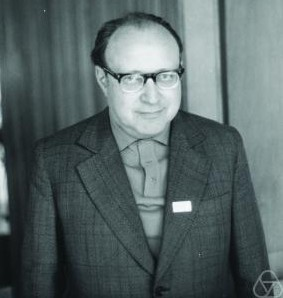
Eugene Dynkin
14 november

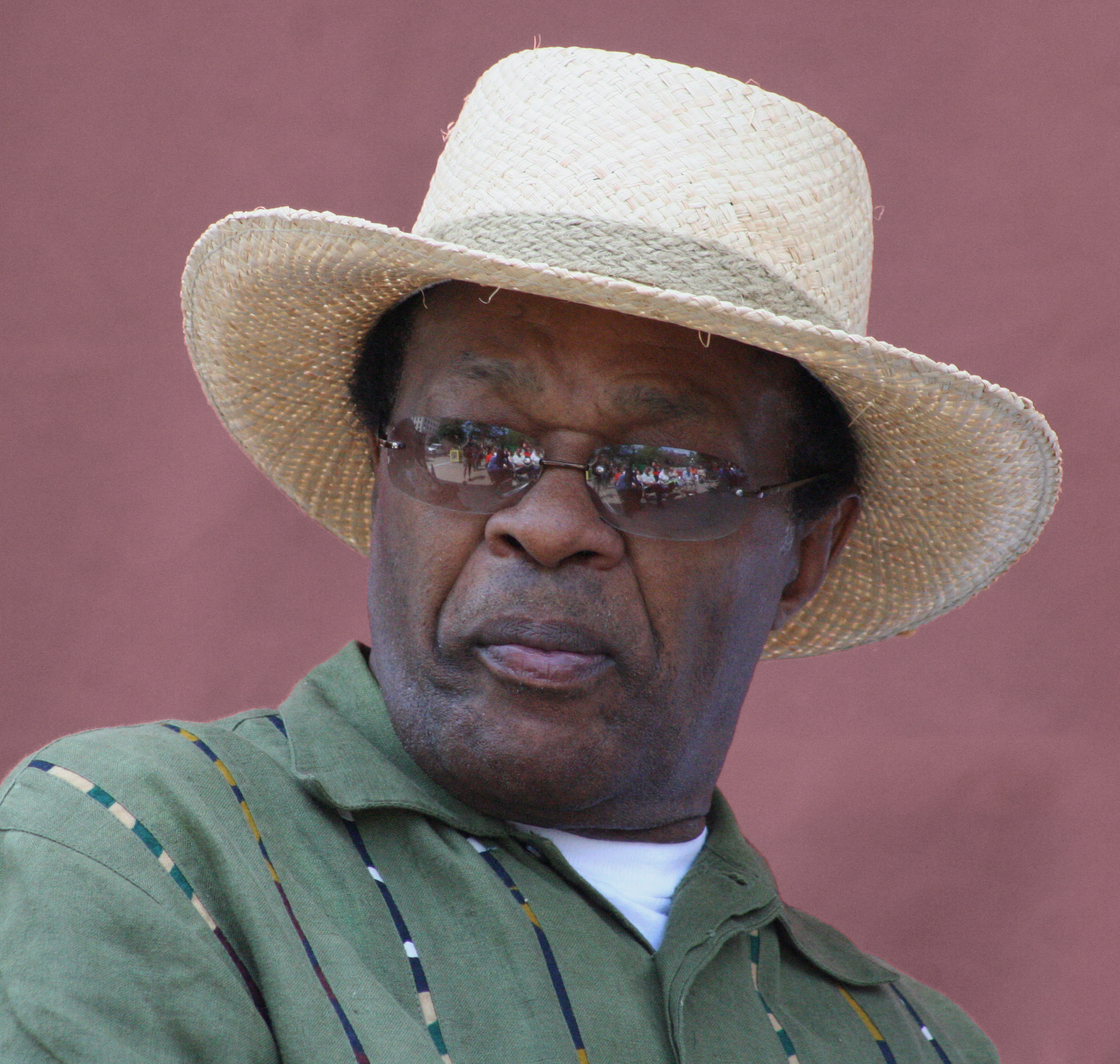
Marion Barry
23 november

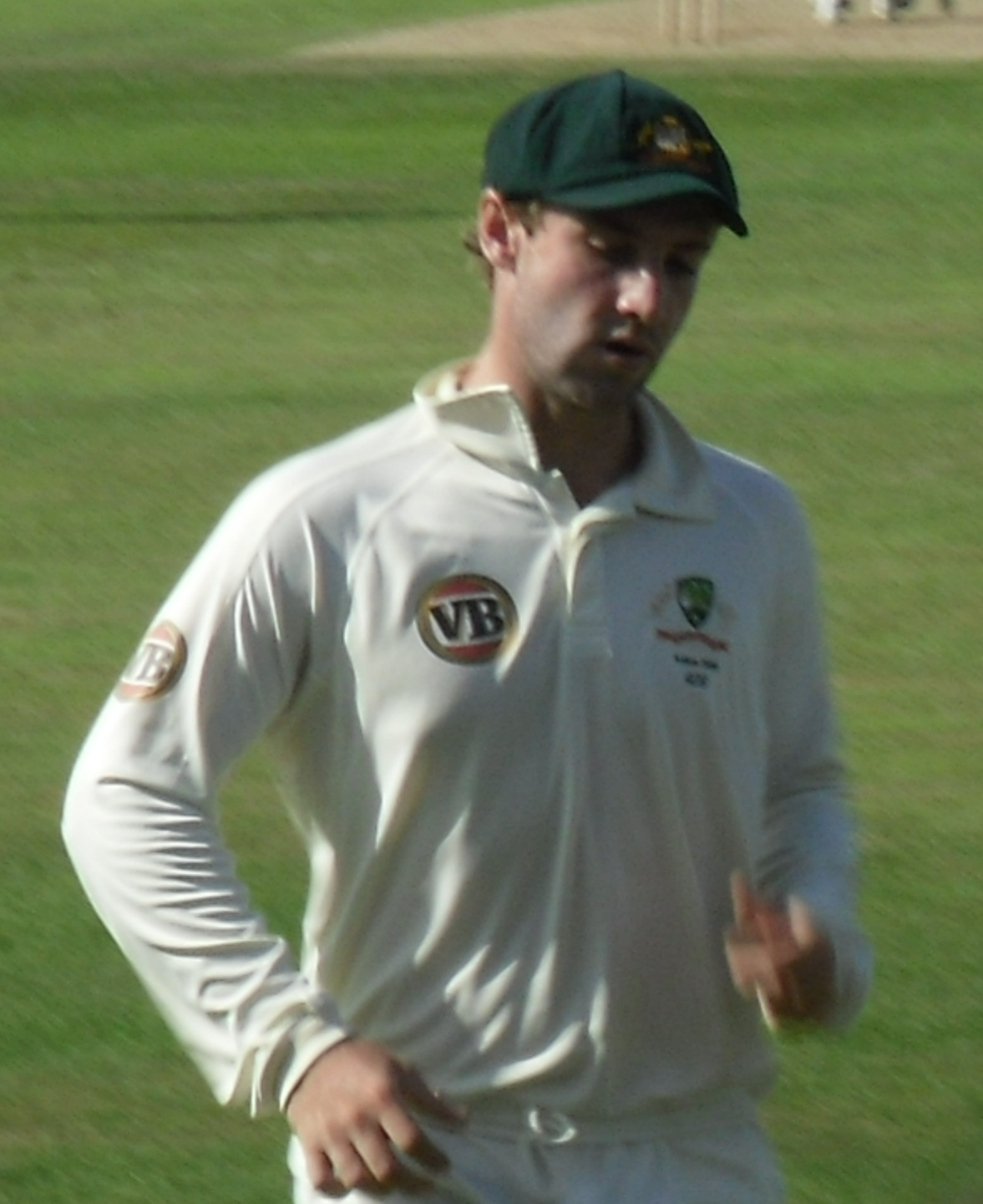
Phillip Hughes
27 november

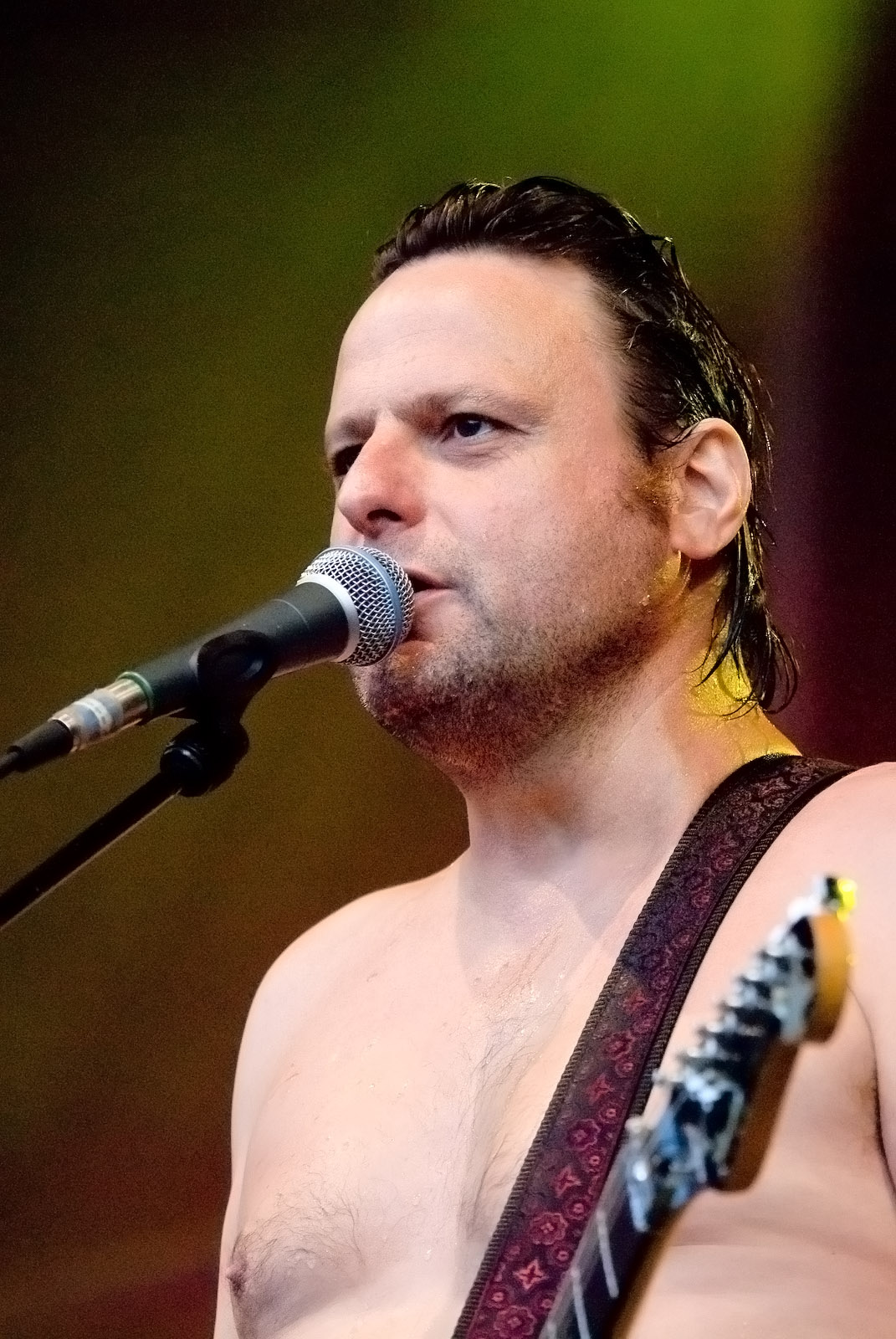
Luc De Vos
29 november

| 1 | 2 | 3 | 4 | 5 | 6 | 7 | 8 | 9 | 10 | 11 | 12 | 13 | 14 | 15 | 16 | 17 | 18 | 19 | 20 | 21 | 22 | 23 | 24 | 25 | 26 | 27 | 28 | 29 | 30 |
| - | - | - | - | - | - | - | - | - | -- | -- | -- | -- | -- | -- | -- | -- | -- | -- | -- | -- | -- | -- | -- | -- | -- | -- | -- | -- | -- |

### 1 november
- Jackie Fairweather (46), Australisch (tri)atlete[1]

### 2 november
- Acker Bilk (85), Brits jazzklarinettist[2]
- Veljko Kadijević (88), Joegoslavisch politicus en generaal[3]

### 3 november
- Nina Timofejeva (79), Russisch ballerina[4]

### 4 november
- Richard Schaal (86), Amerikaans acteur[5]

### 5 november
- Marianne van den Boomen (58), Nederlands internetpionier[6]

### 6 november
- Abdelwahab Meddeb (68), Tunesisch-Frans schrijver[7]
- Manitas de Plata (93), Frans flamencogitarist[8]

### 8 november
- Hein Essink (80), Nederlands judoka[9]
- Dick Rietveld (58), Nederlands zanger[10]

### 9 november
- Willy Monty (75), Belgisch wielrenner[11]

### 11 november
- Carol Ann Susi (62), Amerikaans actrice[12]

### 12 november
- Warren Clarke (67), Brits acteur[13]
- Jean-Pierre de Launoit (79), Belgisch bankier[14]

### 13 november
- Feike Boschma (93), Nederlands poppenspeler en theatermaker[15]
- Alexander Grothendieck (86), Duits-Frans wiskundige[16]

### 14 november
- Eric Antonis (73), Belgisch politicus[17]
- Eugene Dynkin (90), Russisch wiskundige[18]
- Glen A. Larson (77), Amerikaans televisieproducent en scenarioschrijver[19]
- Serop Mirzoyan (108), oudste man van Nederland[20]

### 15 november
- Valéry Mézague (30), Kameroens voetballer[21]

### 16 november
- Antoni Maria Badia i Margarit (94), Spaans taalkundige[22]
- Andries Buijs (89), Nederlands burgemeester[23]
- José Luis Viejo (65), Spaans wielrenner[24]

### 17 november
- Jimmy Ruffin (78), Amerikaans soulzanger[25]

### 18 november
- Ramón Hoyos (82), Colombiaans wielrenner[26]
- Geertje Lycklama à Nijeholt (76), Nederlands politicus en hoogleraar[27]
- Jos van der Valk (84), Nederlands televisieproducent[28]
- Tony Vandeputte (68), Belgisch ondernemer en bestuurder[29]

### 19 november
- Anton Houtsma (76), Nederlands burgemeester[30]
- Mike Nichols (83), Duits-Amerikaans filmregisseur[31]

### 20 november
- Arthur Butterworth (91), Brits componist, dirigent en trompettist[32]
- Cayetana Fitz-James Stuart (88), Spaans aristocrate[33]
- Ties Koek (75), Nederlands burgemeester[34]

### 21 november
- Vicente Paterno (89), Filipijns politicus, bestuurder en topman[35]

### 22 november
- Fiorenzo Angelini (98), Italiaans kardinaal[36]
- Horst Fügner (91), Oost-Duits motorcoureur[37]

### 23 november
- Marion Barry (78), Amerikaans burgerrechtenactivist en burgemeester[38]
- Dorothy Cheney (98), Amerikaans tennisspeelster[39]

### 25 november
- Will Spoor (86), Nederlands mimespeler, acteur en theatermaker[40]

### 26 november
- Dries Kreijkamp (77), Nederlands kunstenaar[41]
- Pim Reijntjes (95), Nederlands nieuwslezer en verzetsstrijder[42]

### 27 november
- Phillip Hughes (25), Australisch cricketspeler[43]
- Jim Polak (91), Nederlands hoogleraar[44]

### 28 november
- Said Akl (103), Libanees dichter, schrijver en ideoloog[45]
- Chespirito (85), Mexicaans acteur, scenarioschrijver en komiek[46]

### 29 november
- Luc De Vos (52), Belgisch zanger en schrijver[47]
- Pjotr Zajev (61), Russisch bokser[48]

### 30 november
- Go Seigen (100), Chinees-Japans go-speler[49]

1900 ·
1901 ·
1902 ·
1903 ·
1904 ·
1905 ·
1906 ·
1907 ·
1908 ·
1909 ·
1910 ·
1911 ·
1912 ·
1913 ·
1914 ·
1915 ·
1916 ·
1917 ·
1918 ·
1919 ·
1920 ·
1921 ·
1922 ·
1923 ·
1924 ·
1925 ·
1926 ·
1927 ·
1928 ·
1929 ·
1930 ·
1931 ·
1932 ·
1933 ·
1934 ·
1935 ·
1936 ·
1937 ·
1938 ·
1939 ·
1940 ·
1941 ·
1942 ·
1943 ·
1944 ·
1945 ·
1946 ·
1947 ·
1948 ·
1949 ·
1950 ·
1951 ·
1952 ·
1953 ·
1954 ·
1955 ·
1956 ·
1957 ·
1958 ·
1959 ·
1960 ·
1961 ·
1962 ·
1963 ·
1964 ·
1965 ·
1966 ·
1967 ·
1968 ·
1969 ·
1970 ·
1971 ·
1972 ·
1973 ·
1974 ·
1975 ·
1976 ·
1977 ·
1978 ·
1979 ·
1980 ·
1981 ·
1982 ·
1983 ·
1984 ·
1985 ·
1986 ·
1987 ·
1988 ·
1989 ·
1990 ·
1991 ·
1992 ·
1993 ·
1994 ·
1995 ·
1996 ·
1997 ·
1998 ·
1999 ·
2000 ·
2001 ·
2002 ·
2003 ·
2004 ·
2005 ·
2006 ·
2007 ·
2008 ·
2009 ·
2010 ·
2011 ·
2012 ·
2013 ·
2014 ·
2015 ·
2016 ·
2017 ·
2018 ·
2019 ·
2020 ·
2021 ·
2022 ·
2023 ·
2024 ·
2025